# Malcolm IV

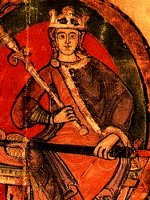
Młody Malcolm IV (Rycina w gaelickich kronikach Irlandii)

Malcolm IV Dziewica (w języku gaelickim Máel Coluim mac Eanric) (ur. 20 marca 1142, zm. 9 grudnia 1165 w Jedburgh) – król Szkocji od 1153. Malcolm IV był ostatnim królem Szkocji, który posiadał szkockie imię (wszyscy późniejsi nosili imiona angielskie lub łacińskie).

## Biogram
Malcolm urodził się 20 marca 1142 r. Pochodził z dynastii Dunkeld; Był najstarszym synem Henryka Szkockiego, earla Northumberland oraz Ady de Warenne, córki Williama de Warenne, 2 earla Surrey. Wychowywany był w przesadnej pobożności, co odbiło się na jego charakterze. Był zniewieściały, słaby i brzydził się wojny. Czas spędzał na modlitwie. Z tych powodów w latach późniejszych nadano mu przydomek Malcolm Dziewica.
Po wczesnej śmierci ojca (1152), Malcolm został wyznaczony na następcę swego dziadka, króla Dawida I Szkockiego (Świętego) i przejął po nim tron w roku 1153. Koronacja odbyła się w Pałacu Scone. 
W roku 1157 Malcolm zmuszony został przez króla Anglii, Henryka II, do zawarcia traktatu w Chester. Na jego mocy król Szkocji przekazał Anglii uzyskane wcześniej przez Dawida I hrabstwa: Cumberland z Carlisle, Westmorland i Northumberland oraz złożył Henrykowi hołd lenny. W zamian uzyskał potwierdzenie swych praw do hrabstwa Huntingdon. Był to praktycznie nowy podział granic między Anglią a Szkocją.

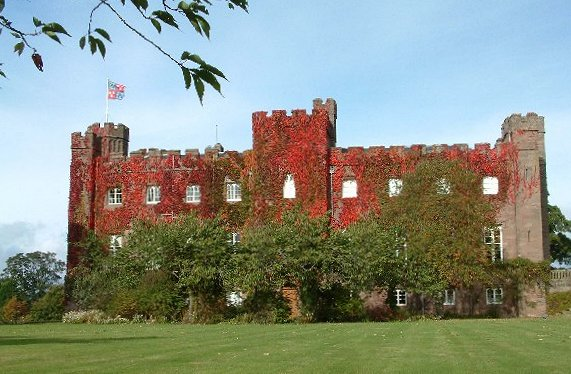
Pałac Scone

Przez całe panowanie Malcolm zmagał się z niepokojami wywoływanymi przez naczelników klanowych i możnowładztwo, niechętne wpływom anglo-normańskim. Kontynuował osiedlanie angielskich i francuskich rycerzy jako lenników, rozbudował kancelarię królewską, wspierał rozwój Kościoła. W roku 1159 uczestniczył w wyprawie Henryka II na Tuluzę. Pod koniec życia pokonał Celtów z Galloway i lorda Hebrydów Somerelda (1164).
Zmarł w młodym wieku z niewyjaśnionych przyczyn 9 grudnia 1165 w Jedburgh. Nie miał żony ani dzieci. Po nim na tron Szkocji wstąpił jego brat Wilhelm I Lew. Istnieje jednak legenda mówiąca, że Malcolm miał jednak nieznaną z imienia córkę, która zaręczyła się z Henrykiem, księciem Capui, synem Williama I sycylijskiego i Małgorzaty z Nawarry.

## Genealogia
| 4. Dawid I (1084 – 1153) król Szkocji od 1124 |  |                                                                   |  |  |               |
|                                               |  | 2. Henryk Szkocki (1114 - 1152) earl Northumberland (1139 – 1152) |  |  |               |
| 5. Maud Huntingdon                            |  |                                                                   |  |  |               |
|                                               |  |                                                                   |  |  | 1. Malcolm IV |
| 6. William de Warenne 2 earl earla Surrey     |  |                                                                   |  |  |               |
|                                               |  | 3. Ada de Warenne (1120 - 1178)                                   |  |  |               |
| 7. Elisabeth de Vermandois                    |  |                                                                   |  |  |               |
|                                               |  |                                                                   |  |  |               |